# Venipunció

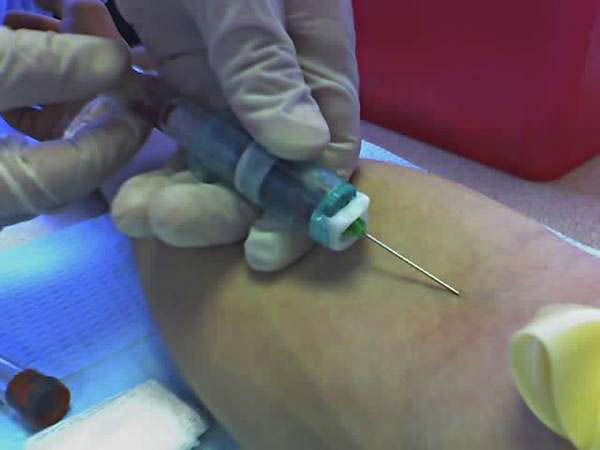
Venipunció usant un sistema de col sanguinis anomenats comercialment Vacutainer ®.

La venipunció  és la recollida de sang venosa (sang d'una vena, habitualment superficial), generalment presa per un laboratorista, personal paramèdic, personal d'infermeria, un metge, o un estudiant d'aquestes professions. També es coneix amb els noms alternatius d'extracció de sang o flebotomia.

## Característiques
En general s'extreuen de 5 a 25 ml perquè una mostra sigui considerada adequada per al tipus de proves sanguínies que s'hagin demanat. La sang es col·loca en un tub d'assaig comercialment preparat per transportar la sang i conservar de manera apropiada segons els requeriments del laboratori que processarà la mostra.
Ocasionalment s'extreuen minúscules quantitats de sang com a mostres de pacients diabètics, nadons, o prèviament a una donació de sang. També es realitza una venipunció per a una donació de sang o en pacients amb policitèmia, dels que s'extreuen uns 350-500 cc de sang. Els exàmens fets en la sang o en parts d'aquesta li poden subministrar claus importants al metge sobre la salut de la persona, orientant-lo cap al diagnòstic i/o tractament.

## Equip
Hi ha moltes maneres en les quals es pot extreure sang d'una vena. El millor mètode varia amb l'edat del pacient, l'equip disponible i els exàmens de sang demanats. Usualment es treu sang venosa de la part interior del colze o del dors de la mà.
La majoria de les extraccions de sang en els països llatinoamericans es realitza amb una agulla hipodèrmica i xeringa descartable i després es buida en un sistema de tubs de buit, com el sistema Vacutainer ® o altres dispositius similars per a la recollida i transport de sang. Alguns centres privats empren dispositius que consisteixen en un tub de plàstic connectat a una agulla hipodèrmica, i al qual s'insereix un tub de buit durant l'extracció. Sota certes circumstàncies, es pot utilitzar una agulla papallona, que és un catèter plàstic unit a una agulla de molt petit diàmetre.
Com que les xeringues són de maneig manual, la quantitat de succió aplicada pot controlar fàcilment. Això és de particular utilitat amb els pacients que tenen les venes petites i que col·lapsen amb la succió del buit dels tubs que proveeix el sistema Vacutainer ®. Desafortunadament, hi ha una major possibilitat d'hemòlisi quan s'utilitza una xeringa, especialment si la persona que realitza la punció o  flebotomos  tira de l'èmbol de la xeringa amb excés de força.

### Agulles

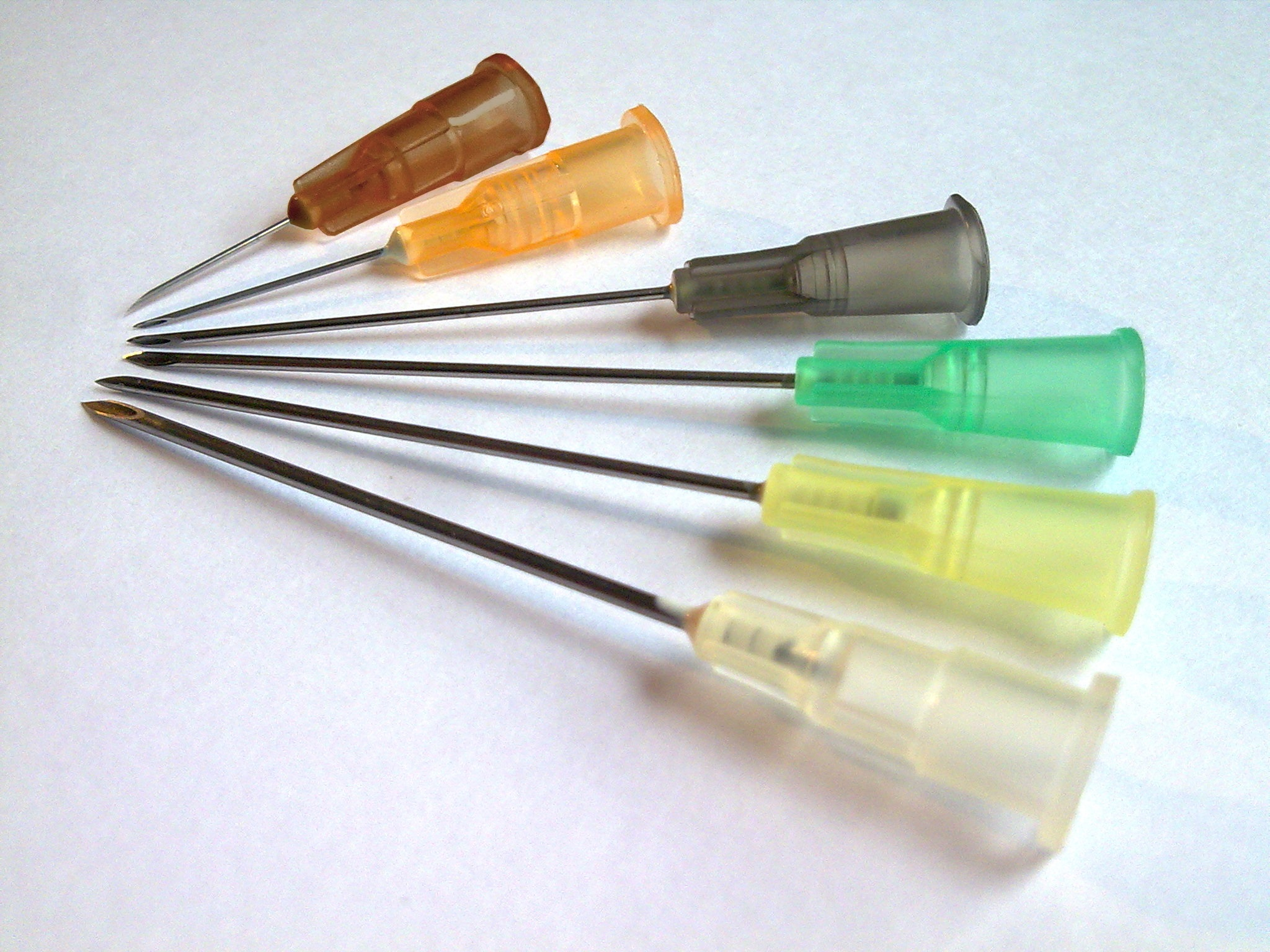
Sis agulles hipodèrmiques, de dalt a baix: 26G x 1/2 "(0.45 x 12mm) (marró), 25G x 5/8" (0.5 x 16mm) (taronja), 22G x 1 1/4 "(0.7 x 30 mm) (negra), 21G x 1 1/2" (0.8 x 40mm) (verd), 20G x 1 1/2 "(0,9 x 40mm) (groga), 19G x 1 1/2 "(1.1 x 40mm) (blanca).

De moment no hi ha dispositius que extreguin sang humana que no continguin agulles de metall. La raó de l'ús de les agulles es fonamenta en la necessitat de travessar la pell fins a la profunditat de la vena. Les agulles venen en presentacions de diferents diàmetres, els quals es representen amb nombres.
El diàmetre de l'agulla està indicat pel calibre de l'agulla. Cada calibre té una sèrie de diferents longituds per a l'ús que ameriten. Hi ha una sèrie de sistemes per mesurar el calibre de les agulles. Les agulles més comunament usades en el camp mèdic van en escala des de la número 7 i la més ampla, fins a la número 33, la més petita: el calibre major és reservat per a les agulles de menor diàmetre. Les agulles de calibre 21 són les que més s'usen per a la venipunció, mentre que les de calibre 16 són agulles comunament utilitzades per a la donació de sang, ja que són prou gruixudes com per permetre que els glòbuls vermells passin a través de l'agulla sense que es trenquin, a més, el calibre més gruixut permet que més sang es reculli o lliuri en un període més curt. Encara que les agulles reutilitzables tenen aplicació en situacions d'investigació científica, les agulles sol ús són molt més comuns en l'ús de la medicina amb la finalitat d'evitar la transmissió de malalties. Les agulles sol ús han de ser descartades en una galleda de plàstic o d'alumini prèviament designats per a aquest propòsit.

## Procediment

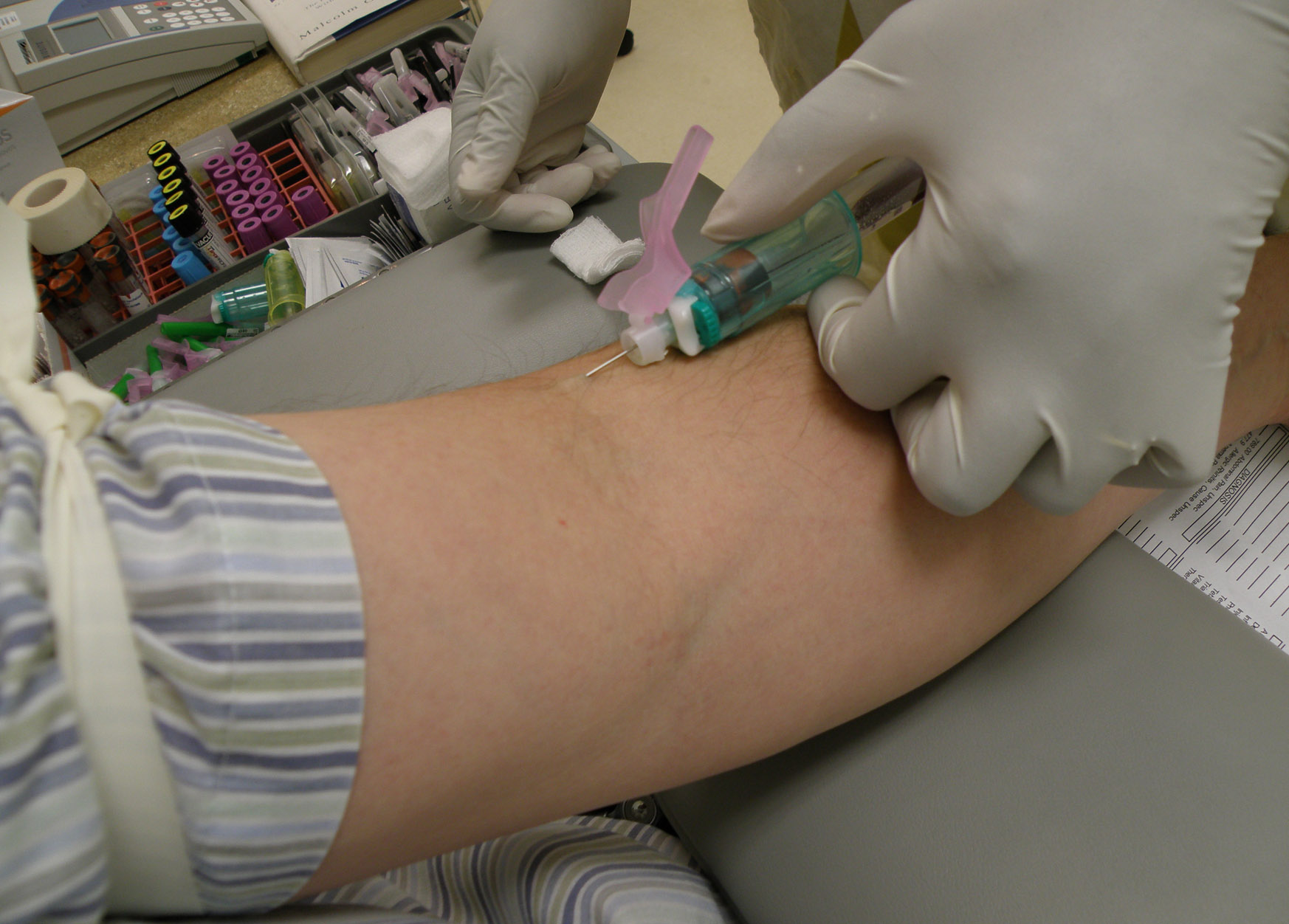
Punció venosa en curs amb un sistema Vacutainer ® que connecta l'agulla amb el tub col·lector.

La preparació de part del pacient depèn de l'examen de sang específic que es practiqui. Molts exàmens no requereixen cap preparació especial; altres vegades, a la persona se li pot demanar que eviti aliments o begudes o que limiti certs medicaments abans de l'examen.

### Abans de la punció
Previ a la punció de qualsevol individu, aquest ha de ser identificat correctament. Alguns professionals prefereixen escriure el nom del subjecte sobre els tubs que es va a omplir, altres prefereixen identificar en acabar la venipunció. Tota exploració i procediment sobre pacients s'ha de fer amb guants de goma protectors per assegurar les mesures de precaució universal. Tots els tubs, cotó, torniquet, agulles, líquid antisèptic, etc. han d'estar preparats abans de l'abordatge de la vena.
Previ a la colocacion dels guants s'ha de realitzar la tècnica de rentada de mans, ja que aquesta s'utilitza abans d'iniciar qualsevol procediment invasiu

### Localitzar una vena
El professional de la salut llavors posa una banda elàstica o  torniquet  voltant de la part superior de la zona que es va a punxar amb la finalitat d'aplicar pressió a l'àrea i fer que les venes s'ompli de sang. Si no es disposa d'un torniquet, es pot utilitzar un guant de goma o l'esfigmomanòmetre, és a dir, l'instrument per prendre la tensió arterial i omplir el mànec per sota de la pressió diastòlica, és a dir, entre 40 i 60 mmHg. Això permet escollir una vena de suficient calibre i assegurar l'ús de l'agulla de calibre correcte.
En pacients hospitalitzats, pot ser que el membre superior estigui en un ambient fred que causi oclusió de les venes superficials. Per a aquests casos sol ser suficient amb embolicar el membre o submergeixi en un recipient amb aigua tèbia durant uns 2 minut si posar el torniquet abans de treure la mà del recipient. El lloc de punció es neteja llavors amb un antisèptic, la majoria de les vegades amb alcohol isopropílic.
Alguns professionals de la salut escullen copejar amb suavitat sobre la superfície de la pell per sobre de la vena per causar una dilatació venosa reflecteix. Altres prefereixen evitar aquesta pràctica.

### Venipunció

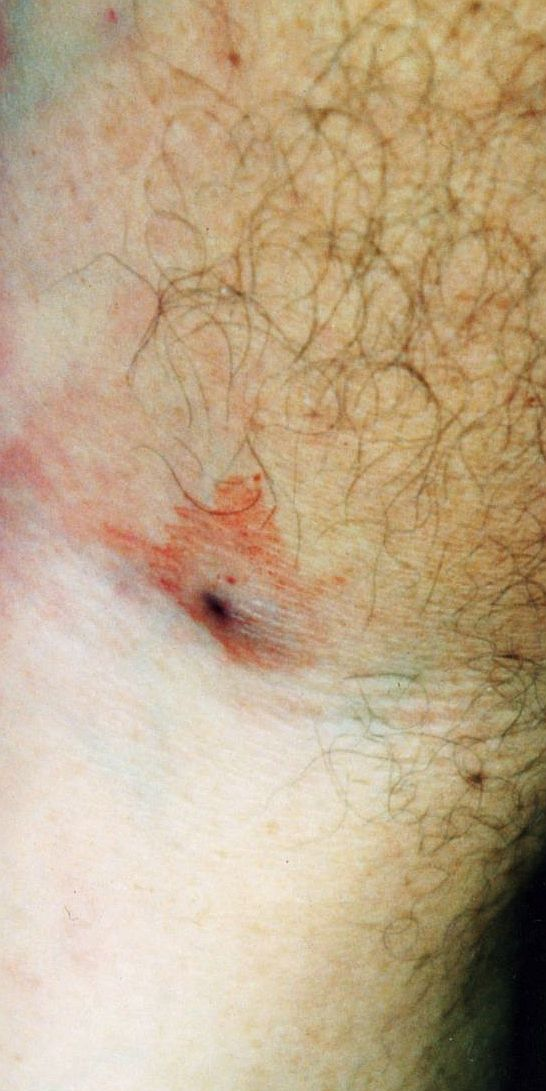
Venipunció recent al braç (catèter), amb hematoma circumdant.

Després d'escollir el lloc i la vena adequada, s'introdueix suaument una agulla a la vena amb un angle d'aproximadament 45 º i es reorienta en direcció paral·lela una vegada que ha penetrat en la llum de la vena per recollir la sang a la xeringa, en un flascó hermètic o en un tub adherit a l'agulla. La banda elàstica es retira del braç abans d'extreure l'agulla. Quan s'insereix l'agulla per extreure la sang, es pot sentir un dolor moderat o només una sensació de punxada o picada. Després, pot haver una mica de sensació pulsátil, lleument incòmoda que resol per si sola.
Un cop s'ha recollit la mostra de sang, es retira l'agulla i es cobreix el lloc de punció amb una bola de cotó per detenir qualsevol sagnat i prevenir la formació d'hematomes. En nadó tot en nens petits, es pot utilitzar un instrument punxegut anomenat llanceta per punxar la pell i fer-la sagnar. La sang es recull en un tub petit de vidre anomenat pipeta, en un portaobjectes o en una tira reactiva. Finalment, es pot posar un embenat sobre l'àrea si hi ha algun sagnat.

### Punció del taló o del dit

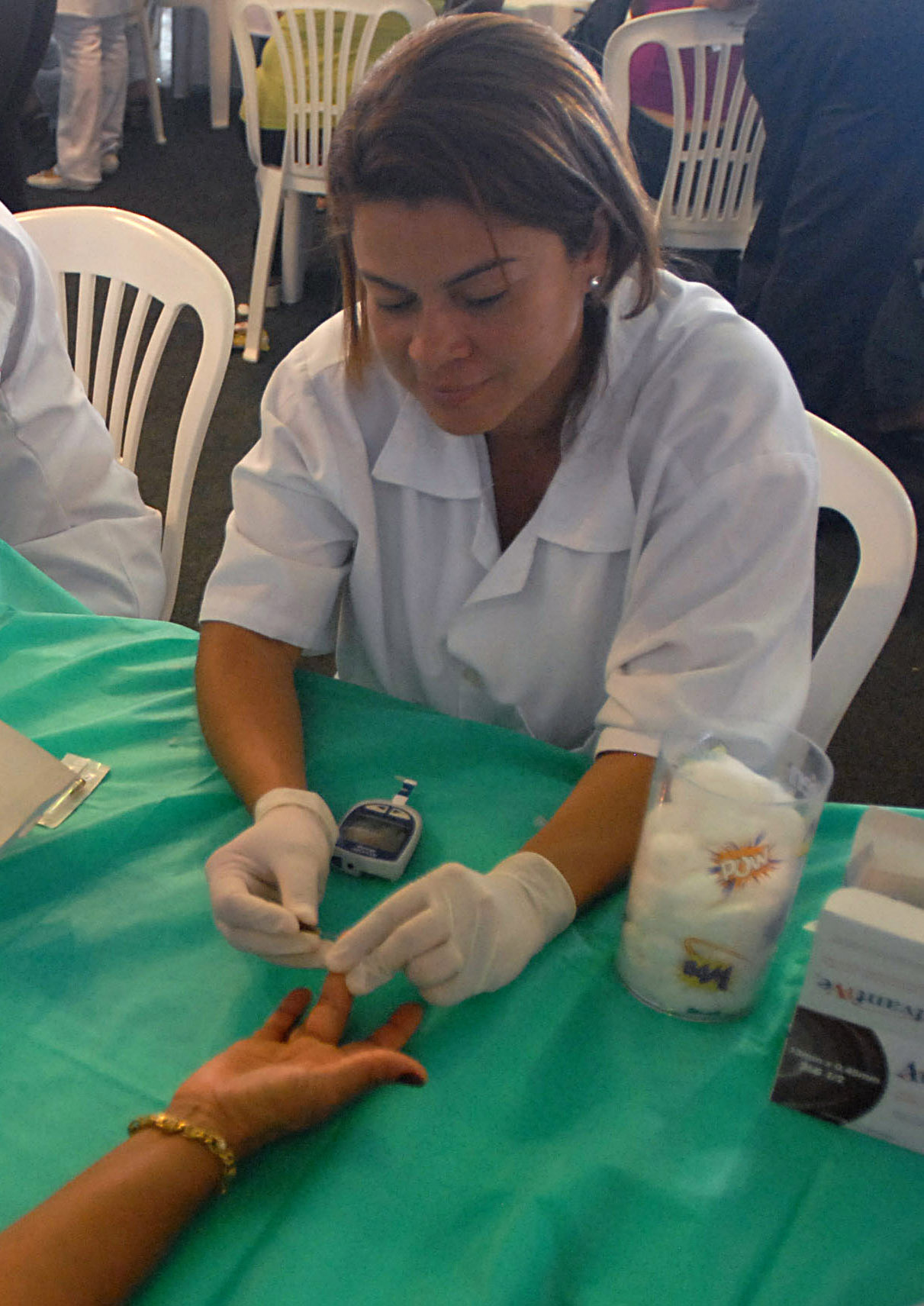
Punció de dit per a un test de glucosa instantània.

Ocasionalment cal extreure una o diverses gotes de sang sense haver d'omplir un tub. És el procediment per realitzar una mostra de glucosa en diabètics o per a proves de sang en nounats. Per a ells se sol usar el rovell d'un dit o el taló. S'escalfa l'extremitat amb aigua tèbia o compreses amb una temperatura no major de 40 °C per aconseguir un flux sanguini òptim. Es perfora amb una llanceta de 2.5 mm de llarg o un dispositiu automàtic sobre el costat lateral o el medial evitant el coixinet del taló. Igualment s'utilitza la superfície lateral del tou del dit segon, tercer o quart. En general es rebutja la primera gota de sang extraient més gotes fent un massatge suau sobre el dit o taló.